# Preston Brook
Preston Brook är en civil parish i Storbritannien.   Den ligger i kommunen Borough of Halton och riksdelen England, i den centrala delen av landet, 260 km nordväst om huvudstaden London.
Huvudorten i Preston Brook är Preston on the Hill.